# جيرمانتاون (ويسكونسن)
جيرمانتاون (بالإنجليزية: Germantown, Wisconsin)‏ هي بلدة تقع في الولايات المتحدة في ويسكونسن. يقدر عدد سكانها بـ 19,749 نسمة ومساحتها 89.23 كم2 .

## التركيبة السكانية
قام مكتب تعداد الولايات المتحدة بتحديد بيانات التركيبة السكانية لجيرمانتاون في تعداد الولايات المتحدة. في ما يلي، التركيبة السكانية حسب تعدادي 2000 و2010.

### تعداد عام 2000
بلغ عدد سكان جيرمانتاون 18,260 نسمة بحسب تعداد عام 2000، وبلغ عدد الأسر 6,904 أسرة وعدد العائلات 5,129 عائلة مقيمة في القرية. في حين سجلت الكثافة السكانية 530.5 نسمة لكل ميل مربع (204.8/كم2). وبلغ عدد الوحدات السكنية 7,075 وحدة بمتوسط كثافة قدره 205.5 نسمة لكل ميل مربع (79.3/كم2).
وتوزع التركيب العرقي للقرية بنسبة 95.83% من البيض و 0.25% من الأمريكيين الأصليين و 1.60% من الأمريكيين ذوي الأصول الآسيوية و 0.04% من سكان جزر المحيط الهادئ و 1.35% من الأمريكيين الأفارقة و 0.60% من عرقين مختلطين أو أكثر.
بلغ عدد الأسر 6,904 أسرة كانت نسبة 37.4% منها لديها أطفال تحت سن الثامنة عشر تعيش معهم، وبلغت نسبة الأزواج القاطنين مع بعضهم البعض 63.9% من أصل المجموع الكلي للأسر، ونسبة 7.4% من الأسر كان لديها معيلات من الإناث دون وجود شريك، وكانت نسبة 25.7% من غير العائلات. تألفت نسبة 20.4% من أصل جميع الأسر من أفراد ونسبة 6.5% كانوا يعيش معهم شخص وحيد يبلغ من العمر 65 عاماً فما فوق. وبلغ متوسط حجم الأسرة المعيشية 3.08، أما متوسط حجم العائلات فبلغ 2.63.
بلغ العمر الوسطي للسكان 36 عاماً. وكانت نسبة 27.1% من القاطنين تحت سن الثامنة عشر، وكانت نسبة 6.4% بين الثامنة عشر والأربعة وعشرون عاماً، ونسبة 33.7% كانت واقعةً في الفئة العمرية ما بين الخامسة والعشرون حتى والأربعة وأربعون عاماً، ونسبة 23.5% كانت ما بين الخامسة والأربعون حتى الرابعة والستون، ونسبة 9.4% كانت ضمن فئة الخامسة والستون عاماً فما فوق. يوجد لكل 100 أنثى 97.1 ذكر، ويوجد لكل 100 أنثى في الثامنة عشر من عمرها فما فوق 93.3 ذكر.
بلغ متوسط دخل الأسرة في القرية 60,742 دولار، أما متوسط دخل العائلة فبلغ 68,975 دولار. وكان متوسط دخل الذكور 47,123 دولار مقابل 31,400 دولار للإناث. وسجل دخل الفرد الخاص بالقرية 25,358 دولار. وكانت نسبة 1.9% من العائلات ونسبة 2.5% من السكان تحت خط الفقر، وكان من هؤلاء نسبة 2.5% تحت سن الثامنة عشر ونسبة 4.7% في الخامسة والستين من العمر وما فوق.

### تعداد عام 2010
بلغ عدد سكان جيرمانتاون 19,749 نسمة بحسب تعداد عام 2010، وبلغ عدد الأسر 7,766 أسرة وعدد العائلات 5,501 عائلة مقيمة في القرية. في حين سجلت الكثافة السكانية 573.8 نسمة لكل ميل مربع (221.5/كم2). وبلغ عدد الوحدات السكنية 8,092 وحدة بمتوسط كثافة قدره 235.1 لكل ميل مربع (90.8/كم2).
وتوزع التركيب العرقي للقرية بنسبة 92.6% من البيض و 0.2% من الأمريكيين الأصليين و 3.1% من الأمريكيين ذوي الأصول الآسيوية و 2.2% من الأمريكيين الأفارقة و 1.4% من عرقين مختلطين أو أكثر.
بلغ عدد الأسر 7,766 أسرة كانت نسبة 35.0% منها لديها أطفال تحت سن الثامنة عشر تعيش معهم، وبلغت نسبة الأزواج القاطنين مع بعضهم البعض 59.5% من أصل المجموع الكلي للأسر، ونسبة 7.8% من الأسر كان لديها معيلات من الإناث دون وجود شريك، بينما كانت نسبة 3.6% من الأسر لديها معيلون من الذكور دون وجود شريكة وكانت نسبة 29.2% من غير العائلات. تألفت نسبة 24.1% من أصل جميع الأسر من أفراد ونسبة 9.6% كانوا يعيش معهم شخص وحيد يبلغ من العمر 65 عاماً فما فوق. وبلغ متوسط حجم الأسرة المعيشية 3.03، أما متوسط حجم العائلات فبلغ 2.53.
بلغ العمر الوسطي للسكان 41.7 عاماً. وكانت نسبة 25.4% من القاطنين تحت سن الثامنة عشر، وكانت نسبة 6.2% بين الثامنة عشر والأربعة وعشرون عاماً، ونسبة 24% كانت واقعةً في الفئة العمرية ما بين الخامسة والعشرون حتى والأربعة وأربعون عاماً، ونسبة 30.7% كانت ما بين الخامسة والأربعون حتى الرابعة والستون، ونسبة 13.4% كانت ضمن فئة الخامسة والستون عاماً فما فوق. وتوزع التركيب الجنسي للسكان بنسبة 48.9% ذكور و51.1% إناث.